# Mandamento di Bivona
Il mandamento di Bivona era un mandamento italiano del circondario di Bivona, comprendente quattro comuni della provincia di Girgenti.
Il suo territorio coincideva con quello del precedente circondario di Bivona, unità amministrativa di terzo livello del Regno delle Due Sicilie, inclusa nel Distretto di Bivona. Vi rientravano i comuni di Bivona (il capoluogo), Alessandria di Sicilia, Cianciana e Santo Stefano di Bivona.
Come tutti i mandamenti, fu soppresso nel 1927.